# Hergersweiler
Hergersweiler ist eine Ortsgemeinde im Landkreis Südliche Weinstraße in Rheinland-Pfalz. Sie gehört der Verbandsgemeinde Bad Bergzabern an.

## Geographische Lage
Der Weinort ist ein Straßendorf und liegt zwischen dem Biosphärenreservat Pfälzerwald und dem Rhein.

## Geschichte
Der Ort wurde erstmals im Jahre 1301 in einer Urkunde des Klosters Eußerthal erwähnt. Von 1410 bis 1797 gehörte Hergersweiler zu Pfalz-Zweibrücken.

## Religion
Ende des Jahres 2013 waren 53,7 Prozent der Einwohner evangelisch und 20,5 Prozent katholisch. Die übrigen gehörten einer anderen Religion an oder waren konfessionslos.

## Politik

### Gemeinderat
Der Gemeinderat in Hergersweiler besteht aus sechs Ratsmitgliedern, die bei der Kommunalwahl am 9. Juni 2024 in einer Mehrheitswahl gewählt wurden, und dem ehrenamtlichen Ortsbürgermeister als Vorsitzendem. Bei der Wahl im Jahre 2009 wurden die Ratsmitglieder in einer personalisierten Verhältniswahl gewählt.

### Bürgermeister
Helmut Heib wurde im Juni 2019 erneut Ortsbürgermeister von Hergersweiler. Da bei der Direktwahl am 26. Mai 2019 kein Bewerber angetreten war, erfolgte die anstehende Wahl des Bürgermeisters gemäß rheinland-pfälzischer Gemeindeordnung durch den Rat. Dieser wählte Heib einstimmig für fünf Jahre in das Amt. Dieses hatte er bereits vor Bernd Hentschel ausgeübt, der von 2014 bis 2019 Ortsbürgermeister war. Da auch für die Direktwahl am 9. Juni 2024 kein Wahlvorschlag eingereicht wurde, oblag die Neuwahl wieder dem neu gewählten Ratsgremium. Dieses bestätigte Heib auf seiner konstituierenden Sitzung am 3. Juli 2024 einstimmig für weitere fünf Jahre als Ortsbürgermeister.

### Wappen
| Wappen von Hergersweiler | Blasonierung: „Durch eine Schräglinkswellenlinie geteilt, oben in Schwarz eine goldbestielte goldene Traube, unten von Silber und Blau gerautet, belegt mit einem aufgerichteten grünen Tabakblatt.“                                                         |
| Wappen von Hergersweiler | Wappenbegründung: Es wurde 1982 von der Bezirksregierung Neustadt genehmigt. Die Wittelsbacher Rauten erinnern an die ehemalige Zugehörigkeit zur Pfalz-Zweibrücken und die Traube und das Tabakblatt symbolisieren die den Ort prägenden Wirtschaftszweige. |

## Regelmäßige Veranstaltungen
Die Kerwe findet immer am 1. Wochenende im September statt.
Das Feuerwehrfest findet im Juli statt.

## Wirtschaft
Im Ort wird Weinbau betrieben. Hier befindet sich die Einzellage Narrenberg (121,7 ha) als Teil der Großlage Kloster Liebfrauenberg im Weinanbaugebiet Pfalz.

## Verkehr
Hergersweiler liegt an der B 427. Nächstgelegene Bahnstationen sind Barbelroth und Winden. Hergersweiler selbst ist über die Buslinie 547, die die Bahnhöfe Kandel und Bad Bergzabern miteinander verbindet, an das Nahverkehrsnetz angeschlossen.